# オマール・フィゲロア
オマール・フィゲロア（Omar Figueroa、1989年12月13日 - ）は、アメリカ合衆国の元プロボクサー。テキサス州ウェスラコ出身。元WBC世界ライト級王者。
弟は元WBC世界フェザー級王者、元WBA・WBC世界スーパーバンタム級統一王者のブランドン・フィゲロア。

## 来歴
アマチュア時代は40戦行ったが、ビッグタイトルを取った経験はなかった。
2008年6月21日、初回25秒KO勝ちを収めプロデビューを飾った。
2012年1月6日、インディオにある、ファンタジー・スプリングス・カジノにてWBO世界ライト級6位マイケル・ペレスとWBOインターコンチネンタルライト級ユース王座決定戦を行い、6回終了時棄権でTKO勝ちを収め王座獲得に成功した。
2013年4月20日、アラモドームでFECARBOXライト級王者のアブネル・コット（プエルトリコ）とコットの保持する王座とWBC世界ライト級シルバー王座及びNABA北米ライト級王座決定戦を行い、初回2分57秒KO勝ちを収め王座の獲得に成功した。
2013年7月27日、サンアントニオにあるAT&TセンターでWBC世界ライト級1位の荒川仁人とWBC世界ライト級暫定王座決定戦を行った。2回に先制のダウンを奪ってペースを握ると6回にはさらにダウンを追加して、12回3-0（119-107、2者が118-108）の判定勝ちを収め、暫定ながら世界王座獲得に成功した。
2014年1月27日、WBC世界ライト級正規王者のエイドリアン・ブローナーが王座を防衛をする意思を示さなかった為、WBCはブローナーから王座を剥奪し、暫定王者のフィゲロアを空位になった正規王座に認定した。
2014年3月8日、MGMグランド・ガーデン・アリーナでサウル・アルバレスVSアルフレド・アングロの前座でアルバレスの兄リカルド・アルバレスと対戦する予定だったが、フィゲロアが試合一週間前のスパーリング中に左手を負傷し欠場となった。
2014年4月26日、スタブハブ・センター・テニスコートにてキース・サーマンVSフリオ・ディアスの前座でWBC世界ライト級15位のジェリー・ベルモンテスと対戦し、12回2-1（116-112、118-110、113-115）の判定勝ちを収め、初防衛に成功した。
2014年8月16日、スタブハブ・センター・テニスコートでショーン・ポーターVSケル・ブルックの前座でWBC世界ライト級シルバー王者でWBC世界ライト級1位の指名挑戦者ダニエル・エストラーダと対戦し、9回1分TKO勝ちを収め2度目の防衛に成功した。
2014年11月10日、WBCはオマール・フィゲロアを休養王座に認定した。
2015年1月9日、ゴールデンボーイ・プロモーションズからプロモート権を破棄されたことで、同プロモーションを離脱した。
2015年3月26日、出頭命令に応じなかった為、飲酒運転で逮捕された。
2015年5月9日、テキサス州ヒダルゴ郡イダルゴのステート・ファーム・アリーナで元2階級制覇王者のリッキー・バーンズとスーパーライト級契約のノンタイトル12回戦を行う予定だったが、前日計量でフィゲロアが体重超過をしてしまう。試合は、8回と11回にバーンズがホールディングで減点され、12回3-0（2者が116-110、117-109）の判定勝利を収めた。
2015年9月26日、アントニオ・デマルコと対戦が決まっていたが、フィゲロアが練習中に肘を負傷して試合中止となった。
2015年12月12日、テキサス州サンアントニオのAT&Tセンターでアントニオ・デマルコと141ポンドのキャッチウェイトで対戦予定だったが、フィゲロアは10ポンド（4.5kg）体重超過の失態。試合はノンタイトル12回戦で行われ、3-0の判定勝利を収めた。
2017年7月15日、約1年8カ月ぶりの試合をナッソー・ベテランズ・メモリアル・コロシアムで元4階級制覇王者のロバート・ゲレーロとウェルター級10回戦を行い、3回1分34秒TKO勝ちを収めた。この試合でフィゲロアは25万ドル（約2800万円）、ゲレーロは25万ドル（約2800万円）のファイトマネーを稼いだ。
2018年1月29日、飲酒運転で逮捕された。
2019年2月16日、約1年7カ月ぶりの試合をマイクロソフト・シアターにてレオ・サンタ・クルスVSラファエル・リベラの前座でジョン・モリーナ・ジュニアと対戦し、10回判定勝ちを収めた。
2019年7月20日、MGMグランド・ガーデン・アリーナにてマニー・パッキャオVSキース・サーマンの前座でヨルデニス・ウガスとWBC世界ウェルター級挑戦者決定戦を行い、12回0-3(3者とも107-119)判定負けを喫しエロール・スペンス・ジュニアへの挑戦権を獲得出来なかった。この試合でフィゲロアとウガスそれぞれ30万ドル（約3200万円）のファイトマネーを稼いだ。
2021年5月1日、約1年9カ月ぶりに試合を行い、カリフォルニア州のディグニティ・ヘルス・スポーツ・パーク・テニスコートで新型コロナ禍影響で集客が規制されている中で無観客試合が続いていたカリフォルニア州で初の客入れとなる3,940人を動員し、アベル・ラモスとWBA世界ウェルター級挑戦者決定戦で対戦するが、6回終了後にフィゲロアが棄権しTKO負けを喫しジャーマル・ジェームスへの挑戦権を獲得出来なかった。この試合でフィゲロアは20万ドル（約2180万円）、ラモスは15万ドル（約1640万円）のファイトマネーを稼いだ。
2022年8月20日、約1年3カ月ぶりに試合を行い、フロリダ州ハリウッドのセミノール・ハード・ロック・ホテル・アンド・カジノ内ハード・ロック・ライブでセルゲイ・リピネッツとWBC世界スーパーライト級王座挑戦者決定戦並びにWBC世界スーパーライト級シルバー王座決定戦を行い、2回にダウンを奪われると、8回終了後に棄権をしてTKO負けを喫しシルバー王座及びジョシュ・テイラーへの挑戦権を獲得出来ず試合後のインタビューで引退を表明した。

## 獲得タイトル
- WBOインターコンチネンタルライト級ユース王座
- WBC世界ライト級シルバー王座
- FECARBOXライト級王座
- NABA北米ライト級王座
- WBC世界ライト級暫定王座（防衛0=正規王座に認定）
- WBC世界ライト級王座（防衛2=休養王座に認定）